# Jamgon Kongtrul

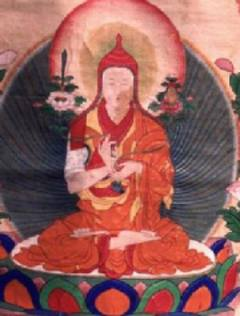
Jamgön Kongtrül Lodrö Thayé

Jamgön Kongtrül Lodrö Thayé (em tibetano: འཇམ་མགོན་ཀོང་སྤྲུལ་བློ་གྲོས་མཐའ་ཡས་; Wylie: ʽjam mgon kong sprul blo gros mthaʽ yas, 1813–1899), também conhecido como Jamgön Kongtrül, o Grande, foi um estudioso budista tibetano, poeta, artista, médico, tertön e polímata. Ele foi um dos budistas tibetanos mais proeminentes do século XIX e é creditado como um dos fundadores do movimento Rimê (não sectário), compilando o que é conhecido como os "Cinco Grandes Tesouros". Ele alcançou grande renome como estudioso e escritor, especialmente entre as linhagens Nyingma e Kagyu e compôs mais de 90 volumes de escritos budistas, incluindo sua obra-prima, O Tesouro do Conhecimento.

## Visão geral
Kongtrül nasceu em Rongyab (rong rgyab), Kham, então parte do Reino de Derge. Ele foi tonsurado pela primeira vez em um mosteiro bon, e então aos 20 anos tornou-se monge em Shechen, um importante mosteiro nyingma na região, depois passando para o mosteiro Kagyu Palpung em 1833 sob o Nono Tai Situ, Pema Nyinje Wangpo (1775–1853). Ele estudou muitos campos em Palpung, incluindo filosofia budista, tantra, medicina, arquitetura, poética e sânscrito. Aos trinta, ele havia recebido ensinamentos e iniciações de mais de sessenta mestres das diferentes escolas do budismo tibetano. Kongtrül estudou e praticou principalmente nas tradições Kagyu e Nyingma, incluindo Mahamudra e Dzogchen, mas também estudou e ensinou Calachacra jonang. Ele também saiu em viagem com o décimo quarto Karmapa e lhe ensinou sânscrito. Ele se tornou uma figura influente em Kham e no leste do Tibete, em questões de religião, bem como na administração secular e na diplomacia. Ele foi influente em salvar o mosteiro Palpung quando um exército do governo tibetano do Tibete Central ocupou Kham em 1865.
Kongtrül foi afetado pelo conflito político e inter-religioso que ocorria no Tibete durante sua vida e trabalhou em conjunto com outras figuras influentes, principalmente Jamyang Khyentse Wangpo (1820–1892) e também com o revelador de tesouros Nyingma Chogyur Lingpa (1829–1870) e Ju Mipham Gyatso (1846–1912). Kongtrül e seus colegas trabalharam juntos para compilar, trocar e reviver os ensinamentos dos Sakya, Kagyu e Nyingma, incluindo muitos ensinamentos quase extintos. Esse movimento veio a ser chamado de Rimé (Ris med), "não sectário" ou "imparcial", porque sustentava que havia valor em todas as tradições budistas, e que todas eram dignas de estudo e preservação. De acordo com Sam van Schaik, sem essa coleta e impressão de obras raras, a posterior supressão do budismo pelos comunistas teria sido muito mais definitiva.
O eremitério pessoal de Jamgon Kongtrül era Kunzang Dechen Osel Ling (kun bzang bde chen 'od gsal gling), "o Jardim da Felicidade Auspiciosa e da Luz Clara", e foi construído em um afloramento rochoso acima do mosteiro de Palpung. Tornou-se um importante centro para a prática de retiros de três anos. Foi também lá que compôs a maioria das suas principais obras. As obras de Kongtrül, especialmente seus 10 volumes O Tesouro do Conhecimento, tem sido muito influente, especialmente nas escolas Kagyu e Nyingma.

## Filosofia
Além de promover uma inclusão geral e uma atitude não sectária em relação a todas as diferentes linhagens e escolas budistas, Kongtrül era conhecido por promover uma visão shentong do vacuidade como a visão mais elevada. Sua visão de Madhyamaka Prasangika é delineada no seguinte verso do Tesouro do Conhecimento:
As imputações conceituais são abandonadas; todas as coisas são meras designações.

Fenômenos compostos são enganosos; o nirvana não é enganoso.

A raiz do samsara é o apego à verdadeira existência, que gera o obscurecimento das emoções aflitivas.

Como os três primeiros yanas têm a mesma maneira de ver a realidade, há apenas um caminho de visão.

Todos os fenômenos se dissolvem de tal forma que a iluminação de uns só aparece para a percepção de outros.
De acordo com Kongtrül, a diferença entre Madhyamaka prasangika e svatantrika é:
Essas escolas diferem na maneira como a visão última é gerada em nosso ser. Não há diferença no que eles afirmam ser a natureza última. Todos os grandes eruditos imparciais dizem que ambas as escolas são Madhyamaka autênticas.
Kongtrül também sustentou que "Madhyamaka Shentong" era uma forma válida de Madhyamaka, que também se baseava nos ensinamentos da natureza de Buda do terceiro giro e na "Coleção de Louvores" de Nagarjuna. Para ele, este Madhyamaka Shentong é a visão que sustenta que a Verdade Última, a "natureza da sabedoria primordial, o dharmata":
sempre existe em sua própria natureza e nunca muda, então nunca está vazio de sua própria natureza e está lá o tempo todo.
No entanto, ele deixa claro que "A visão shentong está livre da falha de dizer que a [realidade] última é uma entidade". Além disso, Kongtrül afirma:
A verdade última é a sabedoria primordial da vacuidade livre de elaborações. A sabedoria primordial existe em sua própria natureza e está presente na consciência impura e equivocada. Mesmo enquanto a consciência está temporariamente manchada, ela permanece na natureza da sabedoria. As impurezas são separáveis e podem ser abandonadas porque não são a verdadeira natureza. Portanto, a verdade última também está livre dos dois extremos do aniquilacionismo e do eternalismo. Uma vez que a vacuidade está verdadeiramente estabelecida, então o extremo do aniquilacionismo é evitado; e uma vez que todos os fenômenos e conceitos de apreensão sujeito-objeto não existem verdadeiramente, então o extremo do eternalismo é evitado.
Finalmente, sobre a diferença entre Rangtong e Shentong, Kongtrül escreve no Tesouro do Conhecimento:
Tanto para Rangtong quanto para Shentong, o nível relativo é vazio e, na meditação, todos os extremos fabricados cessaram. No entanto, eles diferem em sua terminologia sobre se o dharmata existe ou não na pós-meditação e, em última análise, se a sabedoria primordial está realmente estabelecida ou não.Shentong diz que se a verdade última não tivesse natureza estabelecida e fosse uma mera negação absoluta, então seria um nada vácuo. Em vez disso, a [realidade] última é a sabedoria primordial não-dual e autoconsciente. Shentong apresenta uma visão profunda que une os sutras e tantras.

## Obras de Jamgön Kongtrül Lodrö Thayé
O principal corpus das vastas atividades acadêmicas de Jamgön Kongtrül Lodrö Thaye (compreendendo mais de noventa volumes de obras ao todo) é conhecido como os Grandes Tesouros:
- O Tesouro do Conhecimento Enciclopédico (shes bya kun la khyab pa'i mdzod), resumindo toda a trajetória sútrica e tântrica.
- O Tesouro de Instruções Preciosas (gdams ngag rin po che'i mdzod ), um compêndio de iniciações e instruções orais do que ele formulou como as "Oito Grandes Carruagens" das linhagens de instrução no Tibete.[13]
- O Tesouro de Mantras Kagyü (bka' brgyud sngags kyi mdzod), um compêndio de rituais, iniciações e instruções orais para as deidades Yangdak, Vajrakilaya e Yamantaka da tradição kama nyingma e os ciclos tantra das linhagens sarma de Marpa e Ngok.
- O Tesouro de Termas Preciosos (rin chen gter mdzod), uma compilação massiva de termas.
- O Tesouro Incomum (thun mong ma yin pa'i mdzod), que contém as próprias revelações de terma profundas de Jamgön Kongtrül Lodrö Thaye.
- O Tesouro de Ensinamentos Amplos (rgya chen bka' mdzod), que inclui várias obras relacionadas, como elogios e conselhos, além de composições sobre medicina, ciência e assim por diante.

### O Tesouro do Conhecimento
O Oceano Infinito do Conhecimento (em em tibetano: ཤེས་བྱ་མཐའ་ཡས་པའི་རྒྱ་མཚོ; Wylie: shes bya mtha' yas pa'i rgya mtsho) consiste em dez livros ou seções e é em si um comentário sobre os versos raiz "A Abrangência de Todo Conhecimento" (em tibetano: ཤེས་བྱ་ཀུན་ཁྱབ, Wylie: shes bya kun khyab), que também é obra de Jamgon Kongtrul. A Abrangência de Todo Conhecimento são os versos raiz do autocomentário de Kongtrul O Oceano Infinito de Conhecimento e esses dois trabalhos juntos são conhecidos como "O Tesouro do Conhecimento" (em tibetano: ཤེས་བྱ་མཛོད, Wylie: shes bya mdzod). Dos Cinco Tesouros, o Tesouro do Conhecimento foi a magnum opus de Jamgon Kongtrul, cobrindo todo o espectro da história, filosofia e prática budistas. Há um esforço contínuo para traduzi-lo para o inglês.

### Outras obras publicadas em inglês
- Jamgon Kongtrul's Retreat Manual. Traduzido por Ngawang Zangpo. [S.l.]: Snow Lion Publications. 1994. ISBN 1-55939-029-8
- Enthronement: The Recognition of the Reincarnate Masters of Tibet and the Himalayas. [S.l.]: Snow Lion Publications. 1997. ISBN 1-55939-083-2
- Padmasambhava; Jamgon Kongtrul (1999). Light of Wisdom. 1. Traduzido por Erik Pema Kunsang. [S.l.]: Rangjung Yeshe Publications. ISBN 962-7341-37-1
- Padmasambhava; Jamgon Kongtrul (1999). Light of Wisdom. II. Traduzido por Erik Pema Kunsang. [S.l.]: Rangjung Yeshe Publications. ISBN 962-7341-33-9
- The Teacher-Student Relationship. [S.l.]: Snow Lion Publications. 1999. ISBN 1-55939-096-4
- Arya Maitreya; Jamgon Kongtrul Lodro Thaye; Khenpo Tsultrim Gyamtso Rinpoche (2000). Buddha Nature, The Mahayana Uttaratantra Shastra with Commentary. [S.l.]: Snow Lion. ISBN 1-55939-128-6
- Essence of Benefit and Joy. [S.l.]: Siddhi Publications. 2000. ISBN 0-9687689-5-4
- The Great Path of Awakening : The Classic Guide to Using the Mahayana Buddhist Slogans to Tame the Mind and Awaken the Heart. Traduzido por Ken McLeod. [S.l.]: Shambhala. 2000. ISBN 1-57062-587-5
- The Torch of Certainty. [S.l.]: Shambhala. 2000. ISBN 1-57062-713-4
- Padmasambhava; Jamgon Kongtrul (2001). Light of Wisdom. IV. Traduzido por Erik Pema Kunsang. [S.l.]: Rangjung Yeshe Publications. ISBN 962-7341-43-6 (restricted circulation)
- Jamgon Kongtrul the Third (2001). Cloudless Sky. [S.l.]: Shambhala. ISBN 1-57062-604-9
- Sacred Ground: Jamgon Kongtrul on Pilgrimage and Sacred Geography. [S.l.]: Snow Lion Publications. 2001. ISBN 1-55939-164-2
- Creation and Completion: Essential Points of Tantric Meditation. Traduzido por Sarah Harding. [S.l.]: Wisdom Publications. 2002. ISBN 0-86171-312-5
- The Autobiography of Jamgon Kongtrul: A Gem of Many Colors. Traduzido por Richard Barron. [S.l.]: Snow Lion Publications. 2003. ISBN 1-55939-184-7
- Timeless Rapture: Inspired Verse from the Shangpa Masters. [S.l.]: Snow Lion. 2003. ISBN 1-55939-204-5

### Terma
- Lamrim Yeshe Nyingpo
- Rinchen Terdzö (em alemão)